# SN 2002ji
SN 2002ji – supernowa typu Ib/c odkryta 30 listopada 2002 roku w galaktyce NGC 3655. W momencie odkrycia miała maksymalną jasność 15,10m.